# Auguste Rodin
François-Auguste-René Rodin (ur. 12 listopada 1840 w Paryżu, zm. 17 listopada 1917 w Meudon) – francuski rzeźbiarz. W swoich pracach łączył elementy symbolizmu i impresjonizmu. Był prekursorem nowoczesnego rzeźbiarstwa.

## Życiorys
Rodin, po wcześniejszych próbach z malarstwem, uczył się sztuki rzeźbiarskiej u Antoine-Louis Barye. Próbował podjąć studia na wyższej uczelni artystycznej (Beaux Arts). Ostatecznie został przyjęty do szkoły (École Spéciale de Dessin et d’Architecture) kształcącej rzemieślników w zakresie tworzenia dekoracyjnych rzeźbień. Po zakończeniu szkoły podjął pracę w Belgii. Jedna z jego pierwszych prac (Wiek brązu) była tak realistyczna, że artysta został posądzony o wykonanie odlewu na podstawie innej pracy.
Rodina przyjęło się uważać za przedstawiciela impresjonizmu w rzeźbie i ma to swoje podstawy w sposobie w jaki formował swoje rzeźby – pewna szkicowość i pobrużdżona, zmarszczona czy pofałdowana powierzchnia jego prac sprawia, że światło i cień tworzą na niej wibrującą strukturę. Jednak charakterystyka jego twórczości wykracza poza impresjonizm. Artysta zaadaptował na potrzeby rzeźby formalne, stylistyczne jakości impresjonizmu, lecz przywiązywał przeciwnie niż impresjoniści dużą wagę do literackich, mitycznych treści swoich przedstawień. W tym sensie był kontynuatorem francuskiego romantyzmu, przekształcając tę tradycję w nowoczesną formę.
Przed śmiercią artysta przekazał rządowi Francji kolekcje swoich dzieł, ze wskazaniem na stworzenie w jego rezydencji (Hotel Biron) muzeum. Rząd Francji otworzył Muzeum Rodina w roku 1919.
Związany był z rzeźbiarką Camille Claudel.
Literacką wersję biografii rzeźbiarza przedstawił Rainer Maria Rilke w utworze Auguste Rodin.

## Wybrane dzieła
- Myśliciel, 1902
- Brama piekieł
- Mieszczanie z Calais 1884-1886
- Pomnik Balzaca 1891-1898
- Dłoń Boga
- Pocałunek
- Katedra
- Kupid i Psyche
- Wenus i Adonis
- Boleść
- Złudzenie

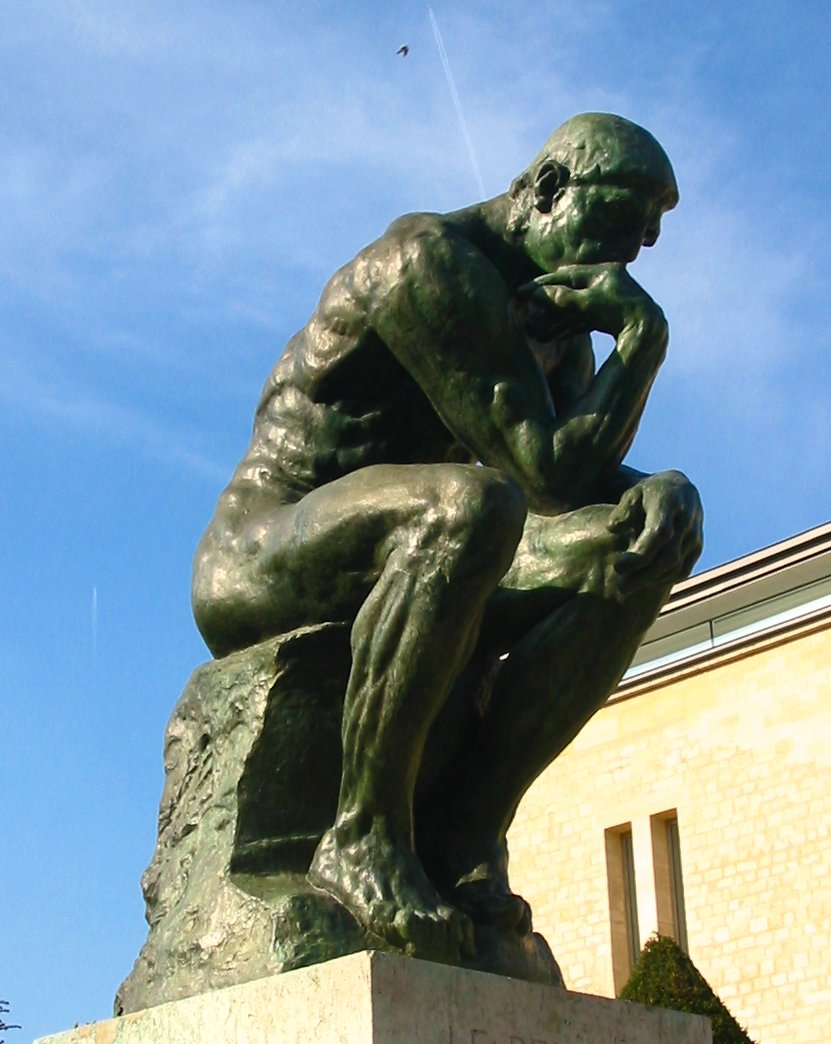
Myśliciel, Musée Rodin
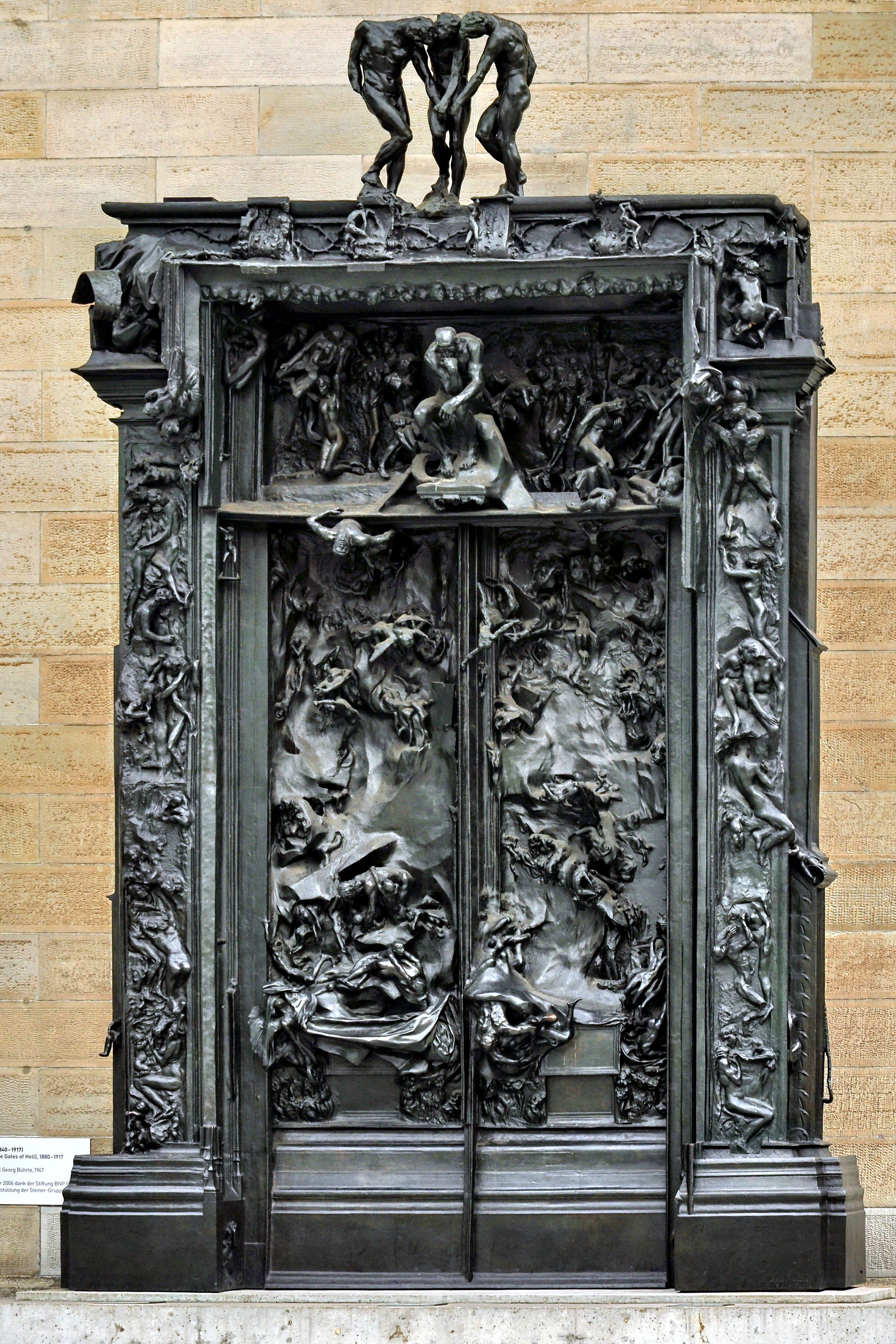
Brama piekieł, Musée Rodin
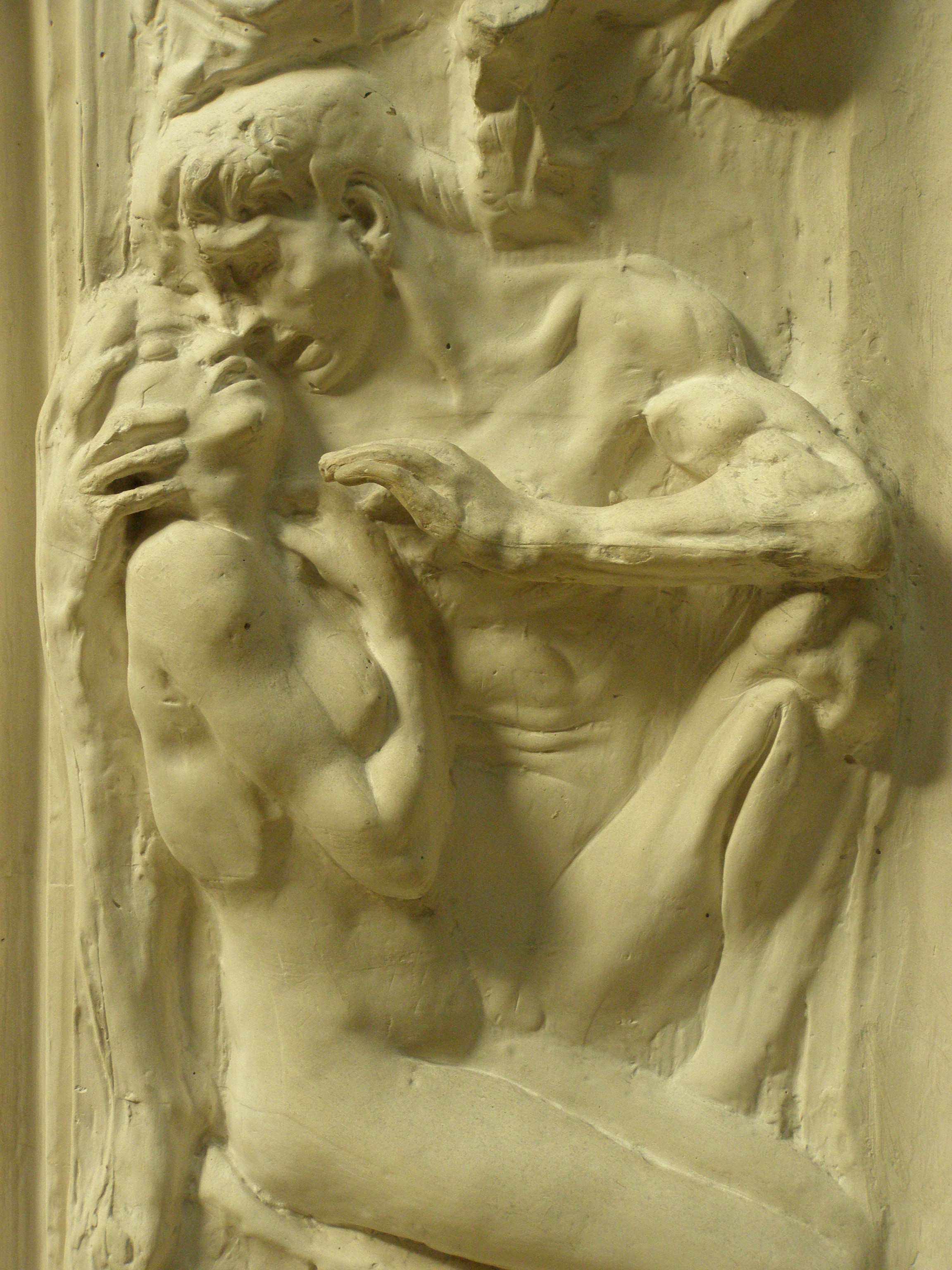
Brama piekieł (detal), Muzeum Orsay
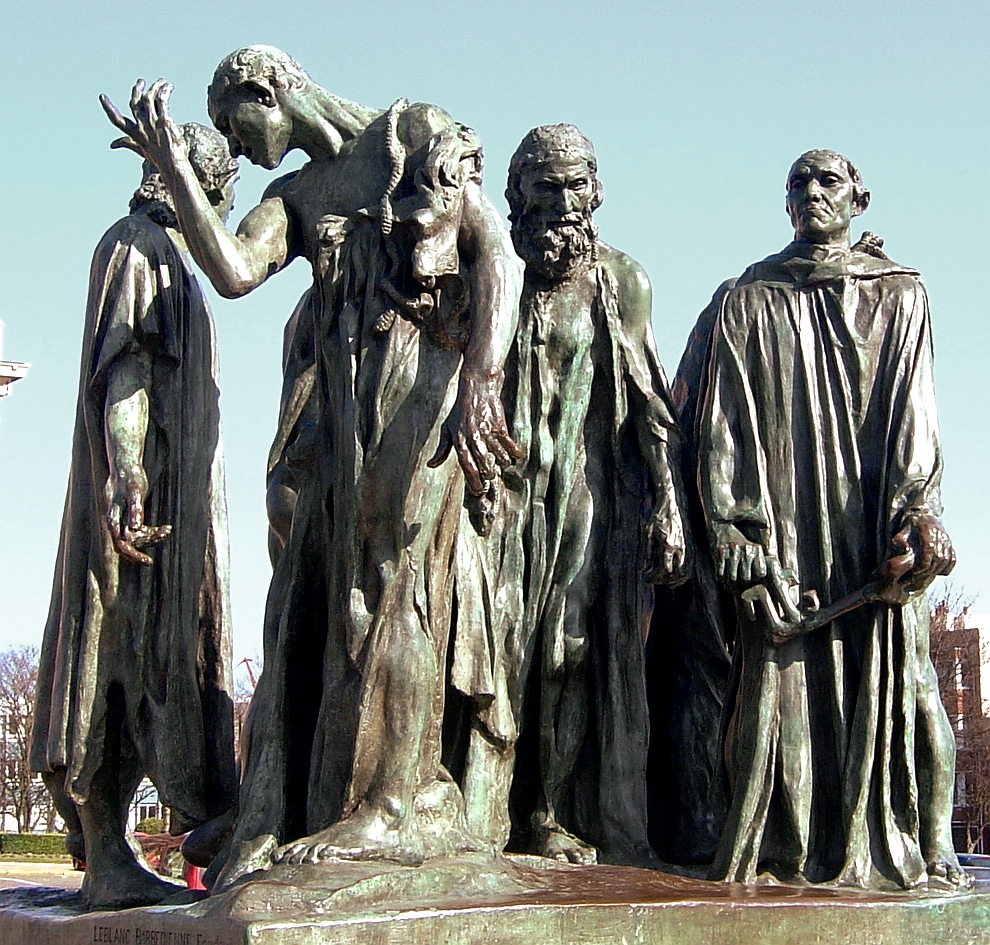
Mieszczanie z Calais 1884-1886
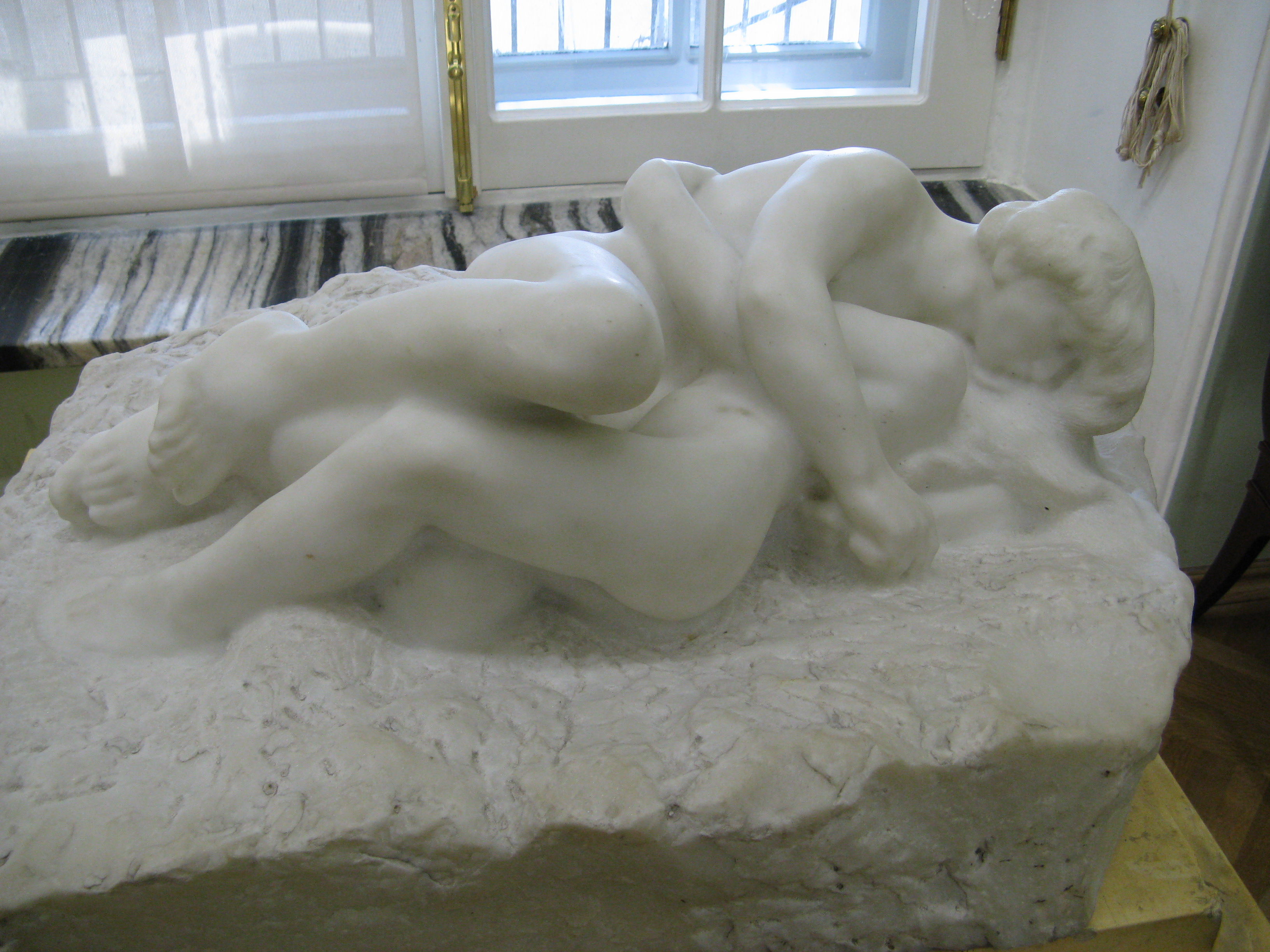
Kupid i Psyche, Ermitaż